# Laurel (Nebraska)
Laurel – miasto w Stanach Zjednoczonych, w stanie Nebraska, w hrabstwie Cedar.